# Concha (Cantabria)
Concha es una localidad del municipio de Ruiloba (Cantabria, España). En el año 2008 contaba con una población de 37 habitantes (INE), de los que 35 vivían en el núcleo urbano y 2 diseminados. La localidad se encuentra a 40 metros de altitud sobre el nivel del mar, y a dos kilómetros y medio de la capital municipal, La Iglesia. 

## Patrimonio
En la cueva de Tijeras o de Concha, descubierta a principios del siglo XX por Hermilio Alcalde del Río se han encontrado vestigios del Paleolítico y un conchero musteriense. La iglesia parroquial de Concha es del siglo XVIII, existiendo además una ermita bajo la advocación de la Virgen del Carmen. Por lo demás, el pueblo es uno de los del municipio en que puede verse arquitectura civil tradicional, con hileras de viviendas con fachadas de sillería y mampostería y balcones de madera pintados que recorren la fachada entre los dos hastiales, como es típico en Cantabria.
- Datos: Q5780950